# Xã Williamsburg, Quận Clermont, Ohio
Xã Williamsburg (tiếng Anh: Williamsburg Township) là một xã thuộc quận Clermont, tiểu bang Ohio, Hoa Kỳ. Năm 2010, dân số của xã này là 5.746 người.